# 성남 봉국사 목조아미타여래좌상
성남 봉국사 목조아미타여래좌상은 대한민국 경기도 성남시 수정구 태평동, 봉국사에 있는 불상이다. 2016년 7월 22일 경기도의 유형문화재 제309호로 지정되었다.

## 개요
성남 봉국사 목조아미타여래좌상은 경기도 성남시 영장산에 있는 오래된 사찰인 봉국사의 대광명전(경기도 유형문화재 제101호)에 관음보살, 지장보살과 함께 모셔져 있다. 이 불상은 높이가 112cm인 중·대형 불상이며, 결가부좌(結跏趺坐)하고 손 모양은 통인(通印)을 취하고 있다. 머리에는 나발(螺髮)이 있고, 정수리에는 경계가 불분명한 육계(肉髻)가 있다. 이마 위에는 반원형의 중앙 계주(髻珠)가, 정수리 부위에는 낮은 원기둥 모양의 정상 계주가 장식되어 있다. 네모난 얼굴에 가늘게 뜬 눈, 원기둥 형태의 코, 살짝 미소를 머금은 입은 17세기 전반 불상의 전형적인 인상과 같다. 목에는 삼도(三道)가 완만한 곡선으로 새겨져 있어 1600년부터 1630년대에 제작된 불상의 표현과 유사하다. 불상의 얼굴에 비하여 신체가 크지만 얼굴과 신체 비율은 인체의 비율보다 균형 잡혀 있다.
불상은 대의(大衣) 안쪽에 편삼(褊衫)을 입고 있으며, 오른쪽 어깨의 옷자락이 가슴까지 수직으로 늘어져 옆으로 펼쳐져 있다. 또한 나머지 대의 자락은 팔꿈치와 배를 지나 왼쪽 어깨로 넘어가 있고, 하반신을 덮은 대의 자락은 복부에서 수직으로 늘어져 있으며 끝부분은 역삼각형 모양이다. 불상의 옆면은 한 가닥의 옷 주름이 어깨선을 따라 수직으로 길게 늘어져 있다. 불상 뒷면의 목둘레에는 대의 끝단이 둘러져 있고, 왼쪽 어깨에는 앞에서 넘어온 옷자락이 대좌 위까지 길게 늘어져 있다. 가슴을 덮은 승각기(僧却崎)는 수평으로 묶여 있으며 윗부분은 연꽃잎 모양으로 접혀 있다.
불상의 안쪽에 조성 발원문을 비롯한 복장 유물이 없어 불상이 만들어진 시기와 작가 등을 구체적으로 파악할 수는 없으나 불상의 양식적인 특징으로 볼 때 17세기 전반에 활동한 조각승 수연이나 그 계보를 잇는 조각승이 만든 것으로 보인다.
성남 봉국사 목조아미타여래좌상은 시대성, 희귀성, 예술성, 보존 상태의 측면에서 조선 후기 불교 조각사 연구에 대한 학술적 가치를 인정받아 2016년 7월 22일 경기도 유형문화재 제309호로 지정되었다.

## 지정 이유
17세기 전반에 활동한 조각승 수연이 제작한 불상과 양식적인 특징이 유사하여 17세기 전반에 제작된 것으로 추정되며, 조선후기 불교조각사 연구에 중요한 유물로 평가된다.

## 참고 자료
- 성남 봉국사 목조아미타여래좌상 - 국가유산청 국가유산포털